# Sophie la girafe
Sophie la Girafe er blevet et verdenskendt baby legetøj og blev første gang solgt helt tilbage i 1961 i Paris. Det er produceret af Mr. Rampeau, en specialist i at transformere latex gummi fra hevea træet. Navnet Sophie kommer sig af, at den første gang blev solgt på Saint Sohpie's dag i Frankrig.
På trods af, at det er et meget enkelt stykke bidelegetøj, er den blevet en verdensomspændende succes og Sophie la Girafe sælges til over 70 forskellige lande - herunder også Danmark.
Det er i dag virksomheden Vulli der står bag brandet Sophie la Girafe og de har base i Rumilly i Haute-Savoie, Frankrig.
Vulli har efterfølgende udvidet sortimentet, til også at indeholde bamser og bideringe.

## References
1. ↑  Vulli Arkiveret 18. januar 2015 hos  Wayback Machine Producenten af Sophie la girafe